# Sydjordkrypare
Sydjordkrypare (Hydroschendyla submarina) är en mångfotingart som först beskrevs av Grube 1872.  Sydjordkrypare ingår i släktet Hydroschendyla och familjen småjordkrypare. Arten har ej påträffats i Sverige. Inga underarter finns listade i Catalogue of Life.